# مینلی (خواننده)
مینلی (به انگلیسی: Minelli) با نام کامل لوئیزا ایونلا لوکا (به انگلیسی: Luisa Ionela Luca)(زاده ۲۲ اوت ۱۹۸۸) خواننده و ترانه‌پرداز رومانیایی است.